# Centromacronema excisum
Centromacronema excisum är en nattsländeart som först beskrevs av Georg Ulmer 1905.  Centromacronema excisum ingår i släktet Centromacronema och familjen ryssjenattsländor. Inga underarter finns listade i Catalogue of Life.

## Bildgalleri

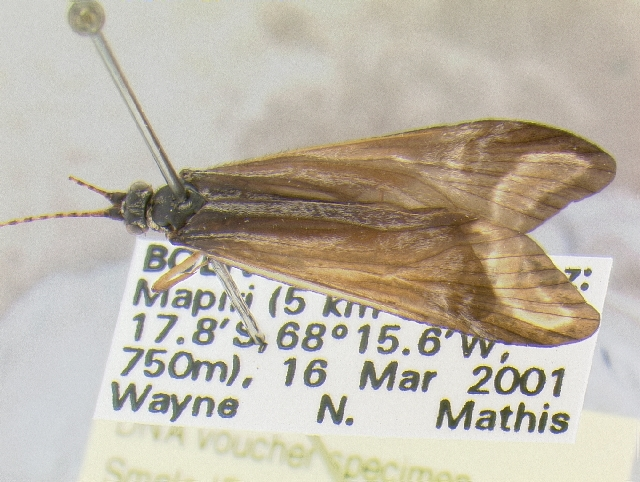